# Synagogue de Reichenberg (1889-1938)
La synagogue de Reichenberg ou ancienne synagogue de Liberec, inaugurée en 1889, a été détruite en 1938 lors de la nuit de Cristal comme la plupart des autres lieux de culte juif en Allemagne et dans les territoires alors annexés par le Troisième Reich.
Jusqu'en 1918, Reichenberg, située dans la région des Sudètes, fait partie du Royaume de Bohême, dépendant de la couronne d'Autriche.  Après la Première Guerre mondiale, les Sudètes sont intégrés à la Tchécoslovaquie et la ville prend le nom tchèque de Liberec. À la suite des accords de Munich, les Sudètes sont annexés par l'Allemagne nazie et réunis au Reich allemand le 21 octobre 1938. Liberec reprend son ancien nom de Reichenberg. Liberec ne redevient une ville tchécoslovaque qu'après la Seconde Guerre mondiale.

## Histoire de la communauté juive

### Les commerçants juifs jusqu'au milieu duXIXesiècle
Les premiers Juifs se sont probablement établis à Reichenberg dans le courant du XVe siècle. En 1582, on fait état de 60 familles juives qui s'installent en ville, fuyant la peste qui ravage Prague. À cette époque, Reichenberg est un centre important pour l'industrie textile, et les commerçants et artisans juifs en profitent à plein.
Les comptes de la ville indiquent pour 1619 que « le Juif Isaac a reçu une certaine somme d'argent pour le transport du matériel pour le pavage des rues ».  Le même Isaac a vendu trois ans plus tard, sa maison de Moscou située aujourd'hui 9 rue Elias Ehrlich.
Avec le développement de l'industrie textile au XVIIIe siècle, de nombreux commerçants juifs s'installent avec leur famille. Une répartition des rôles s'effectue entre les Juifs et les chrétiens: les marchands chrétiens assurent le commerce avec l'Allemagne, la Suisse et l'Italie, tandis que les marchands juifs s'orientent principalement vers la Bohême et la Moravie. Les différents concurrentiels entre marchands chrétiens et juifs sont traités par le conseil municipal. Lors d'une réunion de ce conseil, en 1776, celui-ci décide, sur proposition de son doyen Topiczowského, qu'aucun Juif ne doit se trouver à Reichenberg le samedi et le dimanche, mais qu'ils sont autorisés à pratiquer leur commerce les autres jours de la semaine. Les habitants de Reichenberg sont alors avertis qu'il leur est interdit d'héberger des Juifs.
Après la décision prise par l'empereur Joseph II, le 27 août 1784 d'interdire l'importation de tout produit étranger dans toute l'Autriche, la production textile à Reichenberg croît fortement. La concurrence s'exacerbe entre les Juifs et les chrétiens.
En 1787, la municipalité décide qu'aucun Juif ne peut s'installer de façon permanente en ville. En dépit de ces restrictions, le nombre de Juifs présents à Reichenberg augmente constamment. La communauté met en place alors une cantine publique cachère dans la maison que possédait le maire d'alors Johann Friedrich Trenker, située au 16 de l'actuelle rue Železnà (rue du Fer), face à l'église. Cela irrite tellement le comte Christian Clam-Gallas, qu'en 1799 il ordonne par écrit, à la municipalité d'expulser tous les Juifs de Reichenberg sous trois jours, et de lui communiquer la liste nominative des personnes expulsées. Le maire convoque immédiatement tous les Juifs à la mairie et leur fait part de cette décision. Seuls sont autorisés à rester quatorze négociants en textile juifs, dont on connait en partie les noms : Michael Fürth et son fils, Simon Lammel de Prague, Guttman Segen de Polná, les frères Isaac et Samuel Schulhof de Pirnitz, Elias Goldschmidt avec son fils et son beau-fils de Třebíč et le commerçant en toile Salomon Pribram  de Prague. Restant sans leur famille, ils ont été autorisés plus tard à faire appel, et ont aussi obtenu la permission d'installer une cantine cachère sous la direction de  Mark Popper, mais à distance de l'église.
En 1810, on compte 59 commerçants juifs à Reichenberg, mais les commerçants chrétiens se plaignent encore au comte Christian Christoph Clam-Gallas, qui de nouveau rédige une ordonnance obligeant les Juifs à ne résider que temporairement à Reichenberg et interdisant de leur louer un logement. Il s'ensuit qu'en 1811, il n'y a aucun habitant juif résidant de façon permanente inscrit officiellement à Reichenberg. Mais officieusement, le nombre de marchands juifs est en croissance constante, si bien qu'en 1816, une demande est faite pour l'autorisation d'ouvrir une nouvelle cuisine cachère. En 1823, six familles juives vivent officiellement à Reichenberg.

### La communauté juive jusqu'à l'annexion des Sudètes par le Reich allemand
En 1848, les mesures discriminatoires à l'égard des Juifs sont supprimées et ceux-ci sont autorisés dans une plus large mesure à migrer vers les villes et à y acheter des maisons. En 1861 30 familles juives vivent à Reichenberg et, la veille de Roch Hachana (nouvel an juif), elles consacrent leur première maison de prière, située dans l'actuelle rue Blažková.
En 1863 est constituée à Reichenberg une association religieuse juive et, en 1877, une communauté juive. Une maison de prière de 208 sièges est installée au 11 de l'actuelle rue Frýdlantská. Dans les années 1887-1889 est construite, rue Skřivanech (rue de l'Alouette), actuellement rue Rumjancevova, une synagogue qui sera incendiée par les nazis en 1938.
En 1869, 314 personnes sont de confession juive, représentant environ 1 % de la population de la ville.
Jusqu'en 1865, date d'ouverture du cimetière juif de Reichenberg, rue Ruprechtická, les Juifs vivant à Reichenberg et ses environs étaient enterrés à Turnov. En 1864, est fondée la Fraternité funéraire (Hevra Kaddisha), suivie par d'autres associations caritatives, comme l'Association des femmes juives. Une école est ouverte pour l'enseignement de la religion. Le 19 septembre 1864, est  mis en place le registre des communautés religieuses du district de Liberec qui comprend les localités de Reichenberg, Chrastava, Frýdlant, Jablonec et Tanvald.
Après l'achèvement de la synagogue en 1889, aux associations déjà existantes, s'ajoute un chœur mixte de 45 membres. En 1893, la ville compte alors 980 personnes de religion juive et, dans le recensement de 1920, 1 412 personnes. Dans l'entre deux guerres, la loge B'nai B'rith Philantropia s'installe au 6 de l'actuelle place Beneš et les bureaux de la communauté juive sont situés au 5 rue Liliová, non loin de la synagogue. 
Pendant la Première Guerre mondiale, la communauté juive perd 18 de ses membres, tués au front. Un monument leur est élevé dans le cimetière juif et une plaque leur est dédiée dans la synagogue.

### La période nazie
En 1930, 1 392 personnes sont enregistrées comme juives ou d'origine juive à Liberec, nouveau nom de la ville depuis 1918, soit 3 % de la population, mais on peut supposer que ce nombre est sous-évalué, car lors du recensement, certaines personnes ont pu se faire identifier comme de « nationalité tchèque » ou de « nationalité allemande ». En très grande majorité, cette population est germanophone et les sermons à la synagogue sont faits en allemand. 
Après les accords de Munich, en octobre 1938, la région des Sudètes est annexée par le Troisième Reich. Liberec redevenue Reichenberg, devient alors la principale ville et la capitale des Sudètes allemands, où siège Konrad Henlein, chef du Parti allemand des Sudètes et SS Gruppenführer. L'aryanisation des biens juifs et l'expulsion de la population juive vont s'y dérouler très rapidement. Avant la nuit de Cristal, qui se produit à peine un mois après l'annexion des Sudètes, plusieurs familles juives réussissent à se réfugier provisoirement en zone tchèque. La synagogue est fermée.
Comme partout ailleurs en Allemagne, les Juifs restés à Reichenberg vont connaitre le pogrom de la nuit de Cristal, avec incendie de la synagogue et pillage de nombreux commerces juifs. Cette importante communauté va être détruite pendant la Seconde Guerre mondiale. La majorité de ses membres périssent dans les ghettos ou les camps d'extermination.

### Après la Seconde Guerre mondiale
Après la Seconde Guerre mondiale, les Sudètes sont de nouveau rattachés à la Tchécoslovaquie et Reichenberg redevient Liberec. En 1946, on enregistre 1 211 Juifs à Liberec, mais la plupart sont des réfugiés venant d'autres villes. Il n'y a en effet que 37 Juifs de Liberec qui ont survécu aux camps de concentration, ainsi que 182 qui s'étaient engagés dans les armées alliées.
Au début du XXIe siècle, la petite communauté juive de Liberec gère une vaste zone s'étendant de Jablonec nad Nisou à Varnsdorf et ses membres résident non seulement à Liberec, mais aussi dans les villes de Český Dub, Jablonné v Podještědí, Rumburk, Varnsdorf, Jablonec nad Nisou, Smržovka, où les communautés juives jadis florissantes ont été pratiquement anéanties pendant la Seconde Guerre mondiale. La communauté juive de Liberec compte environ cent membres, en majorité des survivants de la Shoah.

## La synagogue

### Les premières salles de prière
Une première salle de prière est installée rue Laufrova (actuellement rue Blažková), au n ° 166/IV, dans une maison louée, et inaugurée le 4 septembre 1861, à la veille du nouvel an juif. À cette époque, Reichenberg compte 30 familles juives.  Deux ans plus tard, le 1er février 1863, est  fondée l'Association religieuse juive qui sera convertie en 1877 en Communauté religieuse juive. Le premier rabbin de Reichenberg, Salomon Pollak est recruté en 1869.
En 1870, une nouvelle salle de prière est installée dans une maison louée pour 10 ans, au 241-I rue Frýdlantskà, Lors de la rénovation de cette maison, un étage supplémentaire est ajouté afin d'agrandir l'espace disponible.
Par rapport à d'autres communautés de même taille, la construction d'une synagogue distincte à Reichenberg est relativement tardive. Cela est dû au fait que pendant très longtemps, de nombreux Juifs y habitaient, mais n'avaient légalement pas l'autorisation d'y séjourner de façon définitive. 

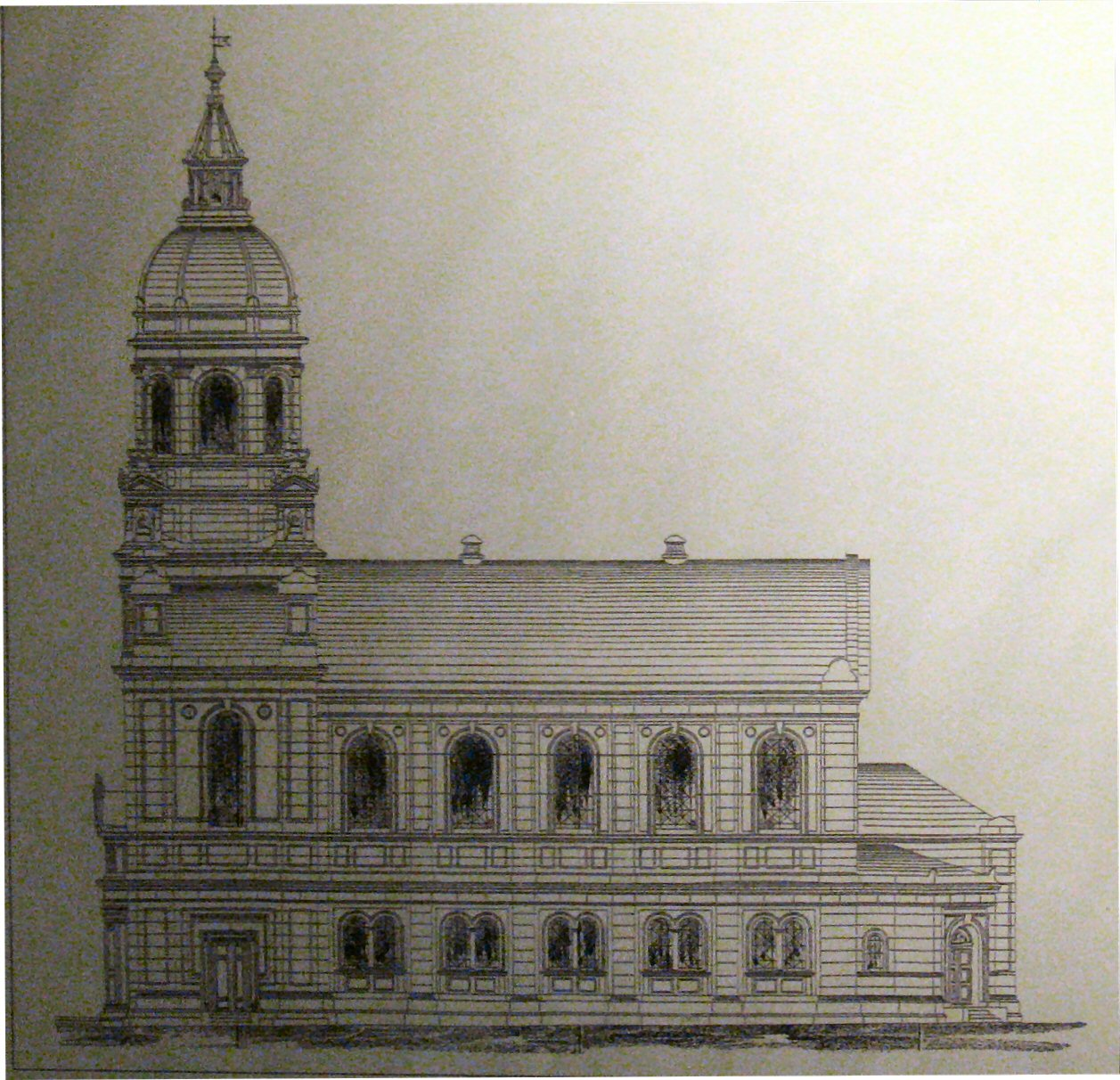
Plan de la synagogue par l'architecte Carl König

### La construction de la synagogue
La première initiative officielle pour la construction d'une synagogue date du rapport rédigé en 1875 par Wilhelm Winterberg, un des membres de la communauté, mais ce n'est qu'en 1883, à l'occasion de l'assemblée annuelle des représentants de la communauté juive qu'est créé un Comité préparatoire pour la construction d'une synagogue. Un an plus tard, en 1884, l'assemblée adopte une résolution pour l'achat d'une parcelle de terrain d'une superficie de 8 746 m², permettant non seulement d'y construire une synagogue, mais aussi un jardin d'ornement. Un concours d'architectes est lancé auquel participent entre autres deux très éminents architectes de l'époque, Max Fleischer et le professeur Carl König de Vienne. Max Fleischer (né en 1841 à Prostějov – décédé en 1905 à Vienne), en plus de la construction de maisons résidentielles, s'est spécialisé dans construction de synagogues, en utilisant des éléments de style néogothique, influencé par son professeur Friedrich von Schmidt, qui a dirigé les travaux de restauration et de reconstruction de la cathédrale Saint-Étienne de Vienne. Carl König (né à Vienne en 1841 et décédé dans la même ville en 1915) est plus orienté vers la construction de bâtiments résidentiels et officiels de style néo-Renaissance et néo-baroque.
Fleischer propose une construction de style gothique en briques. En raison de la reconstruction du centre historique de Reichenberg dans l'esprit néo-Renaissance, les dirigeants de la communauté juive préfère retenir la proposition de König. L'entreprise Sachers et Gärtner est chargée de la construction, qui débute en 1887 pour se terminer en 1889. 

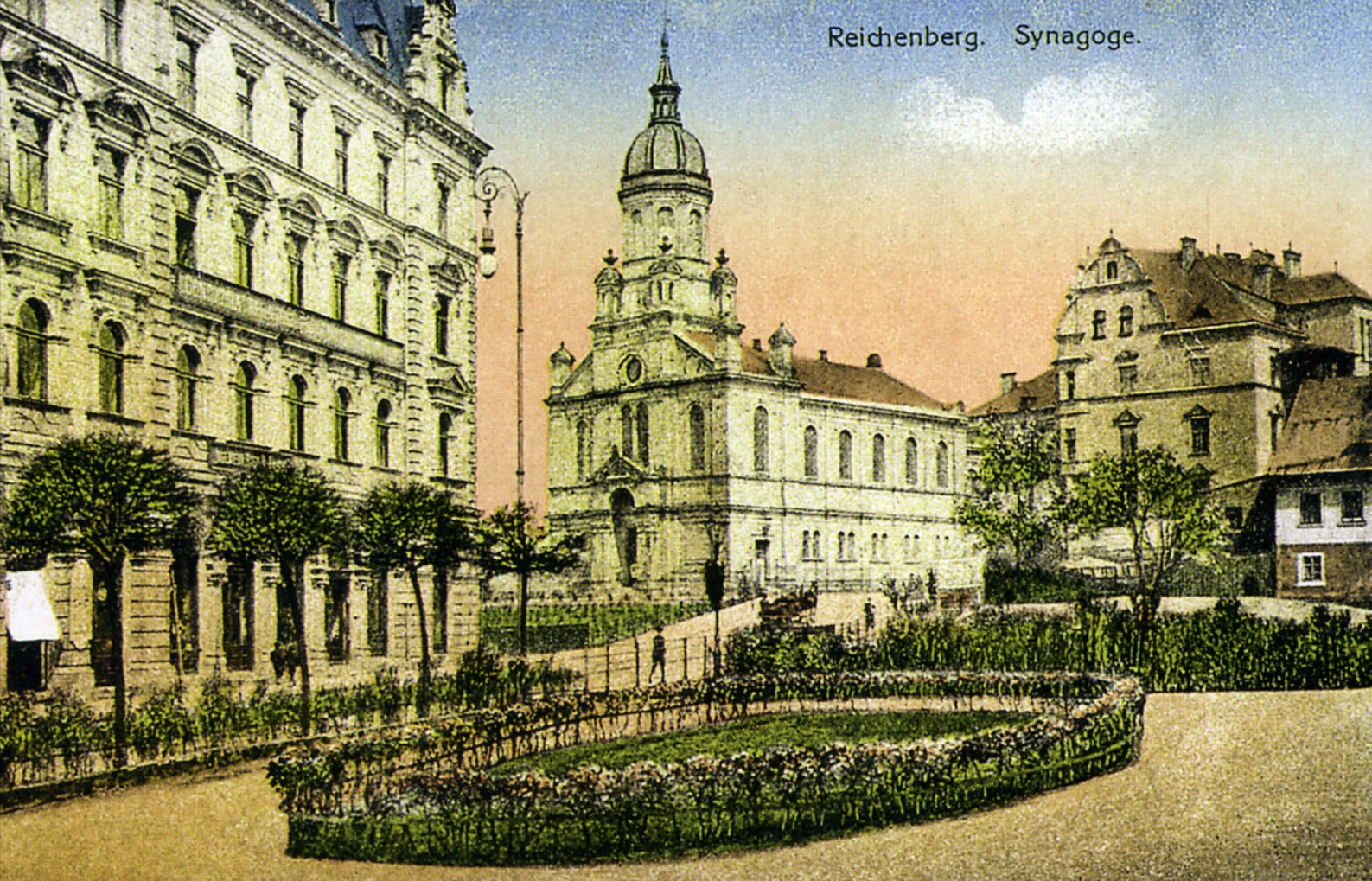
La synagogue au début du XXe siècle

L'emplacement choisi pour la synagogue, dans la rue Skřivanech (actuellement rue Rumjancevova) est excellent, situé au nord de l'hôtel de ville et du théâtre. De par sa configuration en hauteur et sa haute tour, elle constitue aussi un point de repère distinctif dans la vue panoramique sur la vallée de la rivière Jizera. Grâce à son emplacement, on retrouve la synagogue sur de nombreuses cartes postales et photographies historiques.
Sur le plan architectural, la partie avant, de style néo-Renaissance est surmontée d'une tour octogonale sur laquelle repose un dôme couronné par un lanterneau. La salle principale a une longueur de 29,75 mètres, une largeur de 15,9 mètres et une hauteur de 14 mètres. Réservée aux hommes, elle est conçue pour recevoir 340 fidèles. L'Arche Sainte est située sur le mur opposé à la porte d'entrée. Au premier étage, se trouve la galerie réservées aux femmes, ainsi qu'au chœur et à l'orgue. L'orgue a été réalisé par les frères Rieger de Krnov selon les plans du directeur de musique Gustav Albrecht de Zittau.
La synagogue va coûter la somme de 150 000 florins, provenant principalement de riches donateurs juifs, mais aussi des non-juifs, tchèques et allemands. Le 24 septembre 1889, la cérémonie officielle d'inauguration de la synagogue est l'objet d'une grande fête à laquelle participent les représentants de la municipalité, de l'armée, des églises catholiques et évangéliques ainsi qu'un nombreux public.
Alors que se déroule à Munich la conférence qui va sceller le sort des Sudètes, de nombreux Juifs de Reichenberg/Liberec quittent les Sudètes, cherchant refuge dans d'autres régions de la Tchécoslovaquie. La synagogue est fermée et, le 27 septembre 1938, le président de la communauté juive, le Dr Leopold Langstein, remet  les clés de la synagogue au maire de la ville Eduard Rohn.

### La destruction de la synagogue
Pendant près de cinquante ans, la synagogue a été le centre cultuel de la vie juive locale. Le 10 novembre 1938, au petit matin suivant la nuit de Cristal, les nazis mettent le feu au bâtiment et le réduisent en cendre. Les photographies d'époque montrent une foule de spectateurs regardant passivement la synagogue en feu. Les ruines seront démolies en 1939 et un parc de stationnement est créé à la place.
Le journal pronazi Reichenberger Stadtzeitung décrit l'incendie de la synagogue sous le titre: La synagogue de Reichenberg en flamme: 
« Seuls les murs sont encore debout – la population proteste contre l'attaque meurtrière juive

Comme nous l'avons déjà mentionné dans la partie politique du journal, le feu s'est déclaré hier dans les synagogues de Reichenberg et de Gablonz.

Un témoin oculaire de l'incendie de la synagogue de Reichenberg nous a raconté que le feu s'est développé autour de 1 heure de l'après-midi et s'est étendu plutôt rapidement. Les flammes jaillissaient des fenêtres de la salle de prière. Les pompiers de Reichenberg arrivèrent rapidement et combattirent l'incendie avec plusieurs lances. Quelques minutes après que les gens eurent pris connaissance de l'incendie, une foule de spectateurs se rassembla et bloqua les entrées, qui étaient barricadées par la police. Bientôt de la fumée s'échappa du dôme et les flammes des fenêtres au-dessus de l'entrée. La foule attendait le moment où le dôme de la tour avec l'étoile de David s'effondrait. À 2h43 de l'après-midi, les arches métalliques du dôme se sont tordues, et il s'écrasa dans un grand grondement. Un gigantesque nuage de fumée et de poussière s'éleva de la tour ronde vers le ciel. Plus tard, des parties du toit s'écrasèrent aussi. À 5 heures, la synagogue ressemblait à une ruine, avec des flammes léchant encore ses côtés.

Dans la soirée, des manifestations de protestation spontanées se déroulèrent dans tout Reichenberg, pour protester contre l'attaque lâche et meurtrière du Juif Grynszpan, dont la victime était, comme il est bien connu, le Secrétaire de l'Ambassade allemande à Paris, Vom Rath. Les gens défilèrent dans les rues, manifestant leur indignation contre ce meurtre vicieux. »
Le terrain reste un parking Jusqu'en décembre 1997, date à laquelle est posée la première pierre d'une nouvelle maison de prière juive, la première construction d'une synagogue en République tchèque depuis 1931. L'inauguration de cette petite synagogue, destinée à la modeste communauté juive de Liberec, a lieu le 9 septembre 2000 par Karol Sidon, grand-rabbin de la République tchèque, en présence des autorités tchèques, de l'ambassadeur d'Allemagne et de celui d'Israël.
Sur le restant de la place, se dresse maintenant la bibliothèque municipale de Liberec.

### Les rabbins de Reichenberg/Liberec
1869-1889: Salomon Pollak, (né à Lipník nad Bečvou en 1811 et décédé en 1895 à Reichenberg), est nommé à Reichenberg en 1869 tout d'abord comme professeur de religion, puis à partir de 1877 comme rabbin, poste qu'il occupe jusqu'à sa retraite en 1889.
1889-1891: Dr Adolf Poznanski (né en Russie en 1852; décédé à Vienne en 1920). Il étudie la théologie et la philosophie à Paris et à Breslau (aujourd'hui Wrocław en Pologne), où il est aussi diplômé du Séminaire de théologie juive. Il exerce des fonctions de rabbin à Reichenberg de 1889 à 1891, avant d'être nommé rabbin à Pilsen en 1891, poste qu'il occupe jusqu'en 1907. Il rejoint alors Vienne où il occupe le poste de professeur de religion dans une école secondaire. Il est l'auteur d'un livre de philosophie religieuse sur Flavius Josèphe. 
1892-1938: Dr Emil Hoffman (né en 1867 à Kecskemét en Hongrie; décédé en 1956 à Tel Aviv, Israël). Il est l'auteur d'une histoire des Juifs de Reichenberg (Liberec). En 1939, il réussit à rejoindre la Palestine et s'installe à Tel Aviv-Jaffa. Il est enterré au cimetière  Nachlat Its'hak de Tel Aviv.

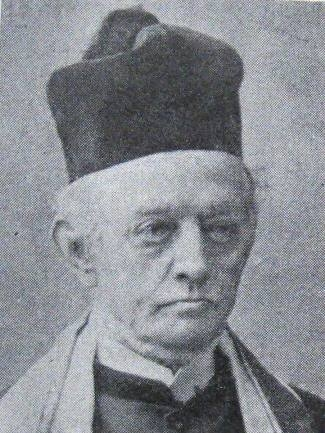
Salomon Pollak
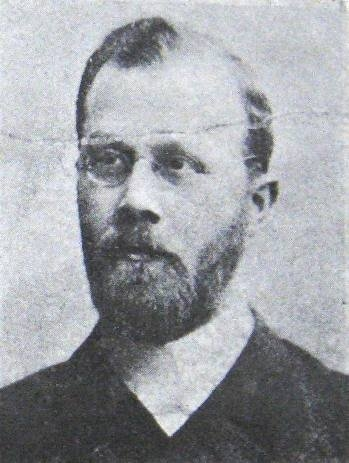
Adolf Posnanski
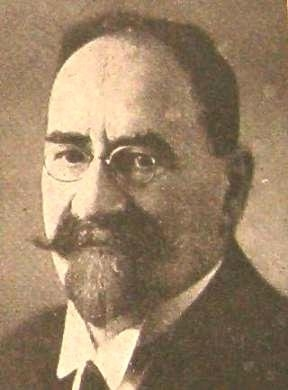
Emil Hoffmann